# Подемос (Гватемала)
«Поде́мос» (исп. Podemos) — правоцентристская либеральная политическая партия Гватемалы. Партия была основана в 1995 году как Лейбористская партия Гватемалы (исп. Partido Laborista Guatemalteco), до 2018 года — Реформаторское движение (исп. Movimiento Reformador). Лидер партии — Хорхе Брис Абуларач.

## История
Реформаторское движение возникло 3 августа 2002 года как реорганизация Лейбористской партии Гватемалы. Её финансировали в основном Хорхе Брис Абуларач, а также другие бизнесмены, включая Альфредо Скиннер Кле Ареналес и бывшего вице-канцлера Хуана Хосе Кабрера. Новая политическая партия была официально признана 23 октября 2002 года.
В то время как Лейбористская партия имела социал-демократическую направленность, Реформаторское движение было переориентировано на неолиберальные позиции.
На выборах 2003 года партия входила в состав Великого национального альянса, который получил 24,3 % голосов и 47 из 158 мест. Кандидат в президенты от альянса Оскар Бергер Пердомо победил на выборах, набрав 34,3 % голосов в 1-м туре и 54,1 % голосов — во 2-м туре, и стал 34-м Президентом Гватемалы. Лидер партии Хорхе Брис стал министром иностранных дел в его кабинете министров. В августе 2006 года Брис подал в отставку, а партия вышла из альянса.
После этого партия вошла в период затяжного кризиса. Последнее представительство Реформаторского движения в гватемальских учреждениях было очень низким. В конце 5-го Конгресса (2004—2008) Партия поддерживала лишь 2 депутатов в Конгрессе Гватемалы. На выборах 2007 года партия не участвовала.
12 июня 2018 года Реформаторское движение было переименовано в Подемос.

## Участие в выборах

### Парламентские выборы
| Год выборов | Голосов | %                                                 | Конгресс  |
| ----------- | ------- | ------------------------------------------------- | --------- |
| 2003        | 620 121 | 24,3 % (в составе Великого национального альянса) | 49 из 158 |
| 2015        | 36 693  | 0,80 % (Реформаторское движение)                  | 0 из 158  |
| 2019        |         |                                                   | 0 из 158  |